# Speke-szövőmadár
A Speke-szövőmadár (Ploceus spekei) a madarak osztályának verébalakúak (Passeriformes) rendjéhez, ezen belül a szövőmadárfélék (Ploceidae) családjához tartozó faj.
Neve a Nílus forrását, a Viktória-tavat felfedező John Hanning Speke brit katonatiszt emlékét őrzi.

## Előfordulása
Etiópia, Kenya, Szomália és Tanzánia területén honos. Megtalálható szavannán, mezőgazdasági területeken és városokban.

## Megjelenése
Arca és torka fekete egészen a szeméig. Hasa, oldala és feje sárga. Szárnyai és farka fekete-sárga csíkosak, kicsi barnával. A tojó tollazat egyhangú oliva-szürke, sötétbarna csíkokkal.

## Életmódja
Hangja igen változó, kellemes. Ám ha fészke veszélyben van erős, éles hangját hallatja.

## Szaporodása
Egyedül, vagy telepekben fészkel. Kerek, rövid zsinoron csüngő fészkét általában akácfára csinálja, melyen rövid, keskeny, oldalra, vagy lefelé nyilló bejárat található. Fészekalja 4 tojásból áll.